# Hor
Hor är ett historiskt straffrättsligt begrepp för utomäktenskapligt sexuellt umgänge, då endera eller båda är gifta. De som begick brottet kallades hora ("kvinna som begår hor") och horkarl ("man som begår hor"). Hor var 
länge straffbart i många delar av Europa, vid dödsstraff, fängelse eller böter.[källa behövs]
Därtill kom kyrkotukten. Hor är i denna bemärkelse inte relaterat till prostitution. Det sjätte av Guds bud som omnämns i Bibeln (2. Mosebok 20:14) löd år 1541: ”Du skall icke göra hor”. I 1917 års bibel har hor ändrats till äktenskapsbrott. Enligt luthersk tradition betyder hor, förutom äktenskapsbrott,  även att man inte för ett rent och tuktigt leverne.
Det är först efter att horsbrottet avkriminaliserats,[källa behövs] som 'hora' i det svenska språket kommit att bli mer eller mindre synonymt med (kvinnlig) prostituerad. Det är i den betydelsen ett ofta starkt negativt klingande ord.

## Etymologi
Ordet hor hade i fornsvenska samma stavning/uttal. Det har samma ursprung som de danska hor, isländska hór, fornlågtyska huor samt fornengelska hōr. Den härrör alla från den protoindoeuropeiska ordstammen *kāro-, som även givit upphov till latinets cārus ("kär"), lettiskans kārs ("lysten"), forniriskans cara ("vän") samt sanskrits cāru- ("kär", "älsklig").

## Grader av hor
Man skilde sedan medeltiden mellan tre typer av utomäktenskapligt sexuellt umgänge
1. Lönskaläge, där ingendera parten var gift.
2. Enkelt hor, där ena parten redan var gift med någon annan.
3. Dubbelt hor, där båda parterna redan var gifta med någon annan

Lönskaläge innebar att ingendera parten var gift. Barn avlade i lönskaläge (oäkta barn) saknade arvsrätt. Det gällde dock inte om paret var trolovade, vilket under medeltiden gällde lika som äktenskap. Först under 1600-talet börjar trolovningen ses som förlovning, och ett förstadium till äktenskapet och ett påföljande giftermål började krävas. Dessa barn blev dock aldrig oäkta, och barn avlade under äktenskapslöfte ansågs äkta, men ett påföljande äktenskap kunde framtvingas mellan de båda, med hot om värre straff för den som försökte undslippa. Ett lindrigare straff för "otidigt sängelag" kunde fortfarande utdömas. Om umgänget varit okänt vid tidpunkten för äktenskapet och brudkrona använts utdömdes dock även böter för "kronebrott" (dessa hanterades dock av sockenstämman och inte häradsrätten).
Vid enkelt hor stadgades vanligen för den av de brottsliga som är gift ett strängare straff än för den ogifte. Däremot gör de svenska landskapslagarna ingen skillnad om det är en man eller en kvinna som begår äktenskapsbrott. Enligt den mosaiska såväl som enligt den romerska rätten gällde det däremot att en man endast genom lägersmål med en annans hustru gjorde sig skyldig till hor, under det att en gift kvinna begick detta brott genom varje lägersmål utom äktenskapet.
I motsats därtill fordrade den kristna kyrkan samma äktenskapliga trohet av mannen som av hustrun, och utsträckte därför begreppet hor till alla de fall då en gift man hade samlag med någon annan än sin hustru. Denna nya åsikt hade dock att kämpa mot en djupt rotad folkuppfattning och förmådde därför endast ytterst långsamt göra sig gällande inom lagstiftningen. I de romanska länderna var straffet för en gift man som gjort sig skyldig till hor inte sällan betydligt lindrigare än för en gift kvinna som förbrutit sig på enahanda sätt, och inträder dessutom där vanligen endast under vissa förutsättningar (enligt fransk rätt endast i fall mannen underhållit en konkubin i samma hus, som han bebott med sin hustru).

## Straff
I äldre tider var det medgivet den man som överraskade sin hustru å bar gärning vid äktenskapsbrott, att döda såväl henne som hennes medbrottsling. Enligt fransk rätt träffades ännu under början av 1970-talet en sådan gärning, om mannen överraskat hustrun i makarnas gemensamma bostad, av ett betydligt lindrigare straff än annat dråp (i fall ej, som ofta sker, juryn fullständigt frikänner). Motsvarande bestämmelser har funnits även i utomeuropeisk lagstiftning, såsom i Mellanöstern och under islamisk rätt. Enligt svenska och finska strafflagarna straffades vid enkelt hor den som är gift med fängelse eller böter, den ogifte med böter. För dubbelt hor var straffet fängelse. För att allmän åklagare skulle kunna väcka åtal för horsbrott, fordrades enligt regeln att den oskyldige maken angivit brottet till åtal eller för detsamma sökt äktenskapsskillnad. Enligt de danska och norska strafflagarna var straffet för hor lika strängt för ogift som för gift. Det var i dansk lag fängelse eller, under förmildrande omständigheter, böter; i norsk lag "faengsel" ( = straffarbete) intill 3 månader. Allmänt åtal ägde rum endast när den genom brottet förnärmade maken begärde det. Enligt norsk lag fordrades därjämte att äktenskapet blivit upplöst, eller att yrkande därom göres i samband med straffyrkandet.
Straffet för hor blev under inflytande från den mosaiska rätten synnerligen strängt under slutet av 1500- och början av 1600-talet. Dubbelt hor var belagt med dödsstraff 1577-1779, och enkelt hor 1608-1608.  Enligt såväl 1686 och 1734 års lag var både dubbelt och enkelt hor belagt med dödsstraff. I praxis tycks dödsstraffet dock bara ha tillämpats i undantagsfall, även om det ofta utdömdes: mellan 1635 och 1644 utfärdade till exempel Göta hovrätt 556 dödsstraff för enkelt hor, men av dessa verkställdes inte en enda utan omvandlades alla i slutändan till bötestraff, något som var typiskt. 
Under 1700-talet förändrades synen på horsbrottet och 1779 avskaffades dödsstraffet för dessa brott. Då hade de flesta under större delen av 1700-talet redan benådats till lindrigare straff.
Enligt Missgärningsbalken i 1734 års lag utdömdes dödsstraff. Först genom kungliga förordningen 20 jan. 1779 borttogs i Sverige dödsstraffet vid detta brott trots häftigt motstånd särskilt från prästerskapets sida. I praktiken hade sedan sekelskiftet 1700 utdömande av dödsstraff för horsbrott blivit sällsynta. Intill 1900-talet var det vanliga straffet fängelse eller böter. För allmänt åtal förutsättes oftast angivelse av den förorättade maken, stundom därjämte att äktenskapet blivit upplöst på grund av horsbrottet.
I Sverige utgick höga böter och kyrkotukt. Som regel utdömdes dubbelt straff för den gifte än för den ogifte, oavsett kön. Från 1600-talet finns ett exempel på kyrkotukt: en ogift man som begick hor med en änka - de dömdes att betala 100 lod silver och fyra oxar sammanlagt, och dessutom skulle de piskas vid kyrkodörren. Ett annat samtida fall dömdes till 80 mark och två oxar för enkelt hor. Den som inte kunde betala piskades och sändes till Bergslagen på straffarbete under begränsad tid (jämför bergsfriden som var livstids arbete för biltoga). Hor straffades alltså både enligt kronans jurisdiktion och enligt kyrkans, med straff utfärdat av båda instanser.
Kvinnor drabbades i praktiken oftare av straffen än män, därför att kvinnor sällan hade råd att betala det bötesbelopp som var ett alternativ till kroppsstraff. Efter en reform 1855 avskaffades både det statliga kroppsstraffet och det kyrkliga straffet för utomäktenskaplig sexualitet, och 1864 avkriminaliserades slutligen sex utanför äktenskapet helt. 
1915 avskaffades horsbrott som äktenskapshinder, men det kom att fortsätta göra grund för skilsmässa. 1937 avkriminaliserades hor helt, och 1968 avskaffades möjligheten att begära omedelbar skilsmässa på grund av den andra partens äktenskapsbrott.

## Sociala konsekvenser
I det gamla bondesamhället kunde hor innebära svåra sociala konsekvenser.  Detta gällde framför allt kvinnan, som i vissa fall kunde utsättas för en svår skamstämpel.  Den sociala skammen undgick däremot i stort sett män. En bidragande orsak till skillnaden på sociala konsekvenser mellan könen var troligen det faktum att utomäktenskaplig sexualitet som regel bara upptäcktes om den hade resulterat i en graviditet. En man som utpekades som medskyldig till en utomäktenskaplig graviditet kunde neka och därmed undkomma både lagenlig dom som sociala konsekvenser, medan en gravid kvinna inte hade möjligheten att neka till att ha haft samlag. Konsekvensen blev att kvinnor i praktiken oftare blev bestraffade för hor än män. Detta var en syn som tycks ha förvärrats efter införandet av Barnamordsplakatet 1778, som förbjöd myndigheterna att tvinga en ogift mor att ange fadern till sitt barn, något som ledde till att kvinnan ofta ställdes ensam ansvarig. I de fall en man faktiskt medgett faderskap till ett utomäktenskapligt barn, ansågs det dock skamligt för honom att inte betala underhåll för det.  
En person dömd för hor fick fram till 1741 enligt kyrkoplikten utsättas för offentlig skrift, där de fick bekänna sin synd inför församlingen. Formellt sett var detta menat som ett sätt att återupptas i församlingen och få tillgång till nattvarden igen sedan synden sonats, men i praktiken tycks detta snarare ha fungerat som en metod att tvärtom offentliggöra och befästa en persons nya ställning som utstött. Efter en reform 1741 skulle endast enskild skrift ske i avskildhet, men i praktiken var det vanligt att präster kringgick detta genom att företa enskild skrift i nära anslutning till söndagens gudstjänst, med dörren öppen till församlingen, som alltså kunde höra allting, något som ändå gav det karaktären av offentlig bikt.
En kvinna dömd för hor kunde utsättas för ett flertal former av social utstötning.  För att utmärka en "hora", fanns i vissa delar av Sverige, åtminstone under 1800-talets början, seden att tvinga dem att bära en särskild form av huvudklädnad kallad horeklut eller hormössa, som signalerade att hon varken var en gift kvinna eller en ogift (dvs icke sexuellt aktiv) kvinna. I de mellansvenska områdena fanns en föreställning om att en hora kunde förorsaka horeskäver, rakitis, hos barn, vilket gjorde att hon måste undvikas. Det fanns flera liknande former av skrock som omgav en "hora" i bondesamhället.  Det farligaste hororna var enligt denna form av skrock de så kallade "löndahororna", det vill säga kvinnor som hade haft utomäktenskapligt sex men hade lyckats hålla det hemligt. I Skåne förekom en sed kallad gåsagång, där byns gifta kvinnor en gång om året undersökte de ogifta kvinnornas bröst, för att se om det fanns några tecken på att kvinnan i fråga hade varit gravid och alltså avslöja en "lönnhora". Dessa undersökningar kunde leda till att en kvinna ställdes inför rätta åtalad för barnamord. Denna sociala ostracism, där familj och släkt tog avstånd och ingen ville ge kvinna en anställning, kunde i slutändan leda till en utveckling där kvinnan inte lämnades andra alternativ till försörjning än prostitution och bli en så kallad "byhora".
En ogift mor blev dock inte nödvändigtvis alltid behandlad som socialt utstött, och omständigheterna kring hennes graviditet spelade en stor roll. Sexuell aktivitet mellan ett förlovat par var allmänt inte ansett som något större fel, och att ett förlovat par fick ett barn före giftermålet betraktades som förlåtligt. En ogift kvinna som fått ett enstaka utomäktenskapligt barn tycks också enligt historiska källor ha kunnat gifta sig med en annan man än barnets far, något som tyder på att en kvinna inte nödvändigtvis behövde bli utstött för en enstaka födsel utanför äktenskapet. För en kvinna som fått fler än ett barn utanför äktenskapet tycks dock den sociala skammen ha varit mer oundviklig.